# Sayhan-Ovoo
Sayhan-Ovoo (mongoliska: Сайхан-Овоо Сум, Сайхан-Овоо) är ett distrikt i Mongoliet.   Det ligger i provinsen Dundgobi, i den centrala delen av landet, 400 km sydväst om huvudstaden Ulaanbaatar.